# Christian Karlsson
Christian Karlsson (20 settembre 1969) è un ex calciatore svedese, di ruolo difensore.